# Louis Remacle (homme politique)
 (décembre 2011).
Si vous disposez d'ouvrages ou d'articles de référence ou si vous connaissez des sites web de qualité traitant du thème abordé ici, merci de compléter l'article en donnant les références utiles à sa vérifiabilité et en les liant à la section « Notes et références ».
Pour les articles homonymes, voir Louis Remacle.
Louis Marie Joseph Remacle (30 décembre 1840 à Arles - 14 août 1900 à Paris)
Comte, avocat et homme politique français (maire d'Arles, sous-préfet de Saintes, de Bayonne, préfet de Pau).

## Biographie
Sa famille est d'origine modeste, avec un grand-père chapelier à Avignon. Son père Bernard Remacle, devenu avocat, s'installe à Arles vers les années 1830 et devient maire de la ville en 1850-1855. 
Louis Marie Joseph Remacle naît à Arles en 1840. Après des études de droit, il débute au barreau d'Arles en 1868 et devient maire de la cité en 1871-1872. En 1872, il épouse Marie-Louise Brun dont il aura une fille et deux fils.
En 1873, il poursuit une carrière de haut fonctionnaire, d'abord comme sous-préfet de Saintes en 1873, de Bayonne en 1873, puis comme préfet des Basses-Pyrénées. Il contribue à l'arrestation de Don Carlos, qui complote pour le trône d'Espagne. En remerciement, il est nommé grand-croix de l'Ordre royal d'Isabelle la catholique avec le titre d'excellence.
En 1878, il quitte l'administration et se retire à Arles. Il se consacre à la littérature et au journalisme. Il écrit en particulier dans la revue provençale l'Aïoli sous le pseudonyme de Jan dis Areneto. En avril 1884, le pape Pie IX l'anoblit pour services rendus. Il se partage alors entre la ville d'Arles et Paris où il meurt en 1900. Ses obsèques ont lieu dans la basilique Saint-Trophime d'Arles et il est inhumé dans sa cité au cimetière d'Arles-centre.
Depuis 1956, une rue d'Arles à Trinquetaille honore son souvenir.